# Krengseng
Krengseng is een bestuurslaag in het regentschap Batang van de provincie Midden-Java, Indonesië. Krengseng telt 4818 inwoners (volkstelling 2010).